# Jason Vega
Jason Alonso Vega Carmona (ur. 6 listopada 1995 w Quesadzie) – nikaraguański piłkarz z obywatelstwem kostarykańskim występujący na pozycji bramkarza, reprezentant Nikaragui, od 2024 roku zawodnik Realu Estelí.
Urodził się w Kostaryce, a za sprawą rodziny od strony matki posiada pochodzenie nikaraguańskie.